# هيكتور كويفاس
هيكتور كويفاس (بالإسبانية: Héctor Cuevas)‏ هو لاعب كرة قدم أرجنتيني، ولد في 31 أغسطس 1982 في قرطبة في الأرجنتين. لعب مع أتليتكو سان لويس.

## وصلات خارجية
- هيكتور كويفاس على موقع قاعدة بيانات كرة القدم.إي يو (الإنجليزية)